# Vis Pesaro Calcio 1988-1989
Questa pagina raccoglie le informazioni riguardanti la Vis Pesaro Calcio nelle competizioni ufficiali della stagione 1988-1989.

## Rosa
| N. |                   | Ruolo | Calciatore                 |
| -- | ----------------- | ----- | -------------------------- |
|    | Italia (bandiera) | C     | Roberto Alberti Mazzaferro |
|    | Italia (bandiera) | C     | Alessandro Alpini          |
|    | Italia (bandiera) | C     | Angelo Bevanati            |
|    | Italia (bandiera) | A     | Patrizio Brescini          |
|    | Italia (bandiera) | A     | Alberto Briaschi (II)      |
|    | Italia (bandiera) | C     | Vittorio Cessario          |
|    | Italia (bandiera) | C     | Angelo D'Auria             |
|    | Italia (bandiera) | D     | Mirco Fratta               |
|    | Italia (bandiera) | C     | Marco Giampietro           |
|    | Italia (bandiera) | C     | Mario Giuia                |
|    | Italia (bandiera) | C     | Floriano Lasi              |

| N. |                   | Ruolo | Calciatore              |
| -- | ----------------- | ----- | ----------------------- |
|    | Italia (bandiera) | C     | Giuseppe Magi           |
|    | Italia (bandiera) | A     | Massimiliano Meneghetti |
|    | Italia (bandiera) | P     | Maurizio Moscatelli     |
|    | Italia (bandiera) | P     | Andrea Muccioli         |
|    | Italia (bandiera) | D     | Davide Nardi            |
|    | Italia (bandiera) | D     | Alberto Pari            |
|    | Italia (bandiera) | D     | Fulvio Pasini           |
|    | Italia (bandiera) | C     | Fabrizio Perrotti       |
|    | Italia (bandiera) | C     | Delio Rossi             |
|    | Italia (bandiera) | C     | Luigi Sacchi            |
|    | Italia (bandiera) | C     | Vittorio Zerpelloni     |

## Risultati

### Campionato

#### Girone di andata
| 11 settembre 1988 1ª giornata | Vis Pesaro | 1 – 0 | Palermo |  |

| 18 settembre 1988 2ª giornata | Perugia | 0 – 0 | Vis Pesaro |  |

| 25 settembre 1988 3ª giornata | Vis Pesaro | 3 – 2 | Ischia Isolaverde |  |

| 2 ottobre 1988 4ª giornata | Catania | 2 – 1 | Vis Pesaro |  |

| 9 ottobre 1988 5ª giornata | Vis Pesaro | 2 – 2 | Casertana |  |

| 16 ottobre 1988 6ª giornata | Foggia | 2 – 0 | Vis Pesaro |  |

| 23 ottobre 1988 7ª giornata | Vis Pesaro | 1 – 0 | Monopoli |  |

| 30 ottobre 1988 8ª giornata | Cagliari | 2 – 0 | Vis Pesaro |  |

| 6 novembre 1988 9ª giornata | Torres | 1 – 1 | Vis Pesaro |  |

| 13 novembre 1988 10ª giornata | Vis Pesaro | 1 – 1 | Giarre |  |

| 20 novembre 1988 11ª giornata | Vis Pesaro | 2 – 0 | Rimini |  |

| 27 novembre 1988 12ª giornata | Francavilla | 1 – 1 | Vis Pesaro |  |

| 4 dicembre 1988 13ª giornata | Vis Pesaro | 1 – 1 | Brindisi |  |

| 11 dicembre 1988 14ª giornata | Salernitana | 3 – 1 | Vis Pesaro |  |

| 18 dicembre 1988 15ª giornata | Vis Pesaro | 2 – 2 | Casarano |  |

| 31 dicembre 1988 16ª giornata | Campobasso | 0 – 0 | Vis Pesaro |  |

| 7 gennaio 1989 17ª giornata | Vis Pesaro | 0 – 0 | Frosinone |  |

#### Girone di ritorno
| 15 gennaio 1989 18ª giornata | Palermo | 1 – 0 | Vis Pesaro |  |

| 22 gennaio 1989 19ª giornata | Vis Pesaro | 1 – 3 | Perugia |  |

| 5 febbraio 1989 20ª giornata | Ischia Isolaverde | 2 – 1 | Vis Pesaro |  |

| 12 febbraio 1989 21ª giornata | Vis Pesaro | 0 – 0 | Catania |  |

| 19 febbraio 1989 22ª giornata | Casertana | 3 – 0 | Vis Pesaro |  |

| 5 marzo 1989 23ª giornata | Vis Pesaro | 1 – 2 | Foggia |  |

| 12 marzo 1989 24ª giornata | Monopoli | 0 – 0 | Vis Pesaro |  |

| 19 marzo 1989 25ª giornata | Vis Pesaro | 0 – 0 | Cagliari |  |

| 25 marzo 1989 26ª giornata | Vis Pesaro | 0 – 0 | Torres |  |

| 9 aprile 1989 27ª giornata | Giarre | 2 – 0 | Vis Pesaro |  |

| 16 aprile 1989 28ª giornata | Rimini | 0 – 1 | Vis Pesaro |  |

| 23 aprile 1989 29ª giornata | Vis Pesaro | 2 – 0 | Francavilla |  |

| 30 aprile 1989 30ª giornata | Brindisi | 4 – 0 | Vis Pesaro |  |

| 14 maggio 1989 31ª giornata | Vis Pesaro | 1 – 2 | Salernitana |  |

| 21 maggio 1989 32ª giornata | Casarano | 1 – 0 | Vis Pesaro |  |

| 28 maggio 1989 33ª giornata | Vis Pesaro | 0 – 0 | Campobasso |  |

| 4 giugno 1989 34ª giornata | Frosinone | 2 – 0 | Vis Pesaro |  |